# Matilde de Braose, baronessa Wigmore
Matilde de Braose, baronessa Wigmore (Galles, 1224 – Herefordshire, 23 marzo 1300 o 1301), figlia di William de Braose (circa 1197 - 2 maggio 1230), e quindi bisnipote di Guglielmo de Braose, IV signore di Bramber e di Matilde de Braose, e di Eva Marshal, figlia a sua volta del reggente Guglielmo il Maresciallo.

## La famiglia

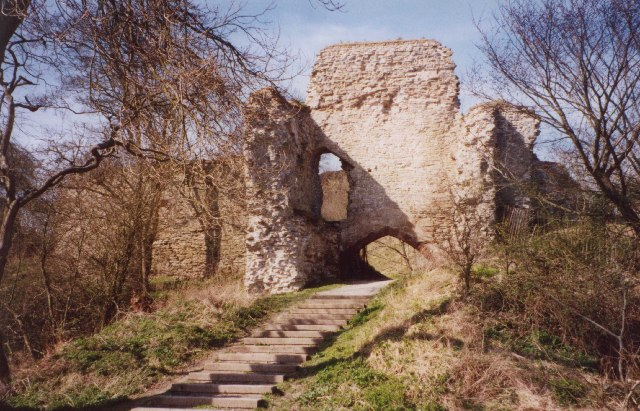
Castello di Wigmore

Matilde de Braose, nacque in Galles nel 1224 dall'unione fra la decadente dinastia dei Braose e la potente famiglia dei Marshal. I de Braose avevano costruito la loro fortuna durante la conquista normanna di Guglielmo il Conquistatore ed erano diventati estremamente potenti, nel 1210 però vide contrapposti Guglielmo de Braose, IV signore di Bramber e Matilde de Braose contro il re Giovanni d'Inghilterra, scontro che costò la vita a Matilde ed al figlio William e portò la famiglia verso il declino. I Marshal invece avevano preso le parti di Stefano d'Inghilterra durante l'Anarchia (storia inglese) ed il nonno di Matilde, Guglielmo il Maresciallo, era stato reggente per il giovane Enrico III d'Inghilterra fino alla sua morte sopravvenuta nel 1219.
Matilde aveva altre tre sorelle, Isabella de Braose (1222 circa - 1248 circa) che sposò il principe gallese Dafydd ap Llywelyn, figlio di Llywelyn Fawr ap Iorwerth, Eva de Braose, (1227 - 28 luglio 1255) ed Eleonora de Braose, (1228circa - 1251).
Quando Matilde compì sei anni suo padre venne catturato ed imprigionato dal principe gallese Llywelyn Fawr ap Iorwerth, questi accusò William di aver compiuto adulterio con la propria moglie Giovanna d'Inghilterra, figlia naturale di Giovanni d'Inghilterra e per questo venne condannato a morte e squartato.

## Il matrimonio e i figli
Nel 1247 Matilde sposò Roger Mortimer, I barone di Wigmore, di qualche anno più giovane di lei. La famiglia di Roger era di origini normanne ed il cognome deriva dal loro villaggio d'origine, Morte-mer-en-Brai, e si era costruita una fortuna seguendo Guglielmo il Conquistatore. La madre di Roger era una principessa gallese, Gwladus Ddu (morta 1251), e questo lo rendeva parte dei Signori delle Marche e quando il padre morì nel 1246 ne ereditò titoli e fortuna.
Per una strana coincidenza Matilde si ritrovò ad essere due volte imparentata con il principe gallese Llywelyn Fawr ap Iorwerth che aveva ucciso suo padre, questi infatti era sia il nonno di suo marito che il suocero di sua sorella Isabella.
Matilde portò in dote al marito la Signoria di Radnor che dai de Braose passò così ai Mortimer di Wigmore, in virtù del suo matrimonio ereditò anche alcune terre a Tetbury come lascito del nonno Reginald de Braose, oltre a diverse altre proprietà.
Matilde col marito ebbe dieci figli:
- Ralph Mortimer (morto prima del 10 agosto 1274)
- Edmund Mortimer, II barone Wigmore (1251 - 17 luglio 1304), uno dei suoi figli fu Ruggero Mortimer, I conte di March
- Isabella Mortimer (nata dopo il 1247 - prima del 1º aprile 1292 o dopo il 1300)[3]
- Margaret Mortimer (morta nel settembre 1297)
- Roger Mortimer di Chirk (circa 1256 - 3 agosto 1326)
- Geoffrey Mortimer (circa 1254 - prima del 1282)
- William Mortimer (circa 1258 - prima del giugno 1297)
- Hugh Mortimer
- Llywelyn Mortimer
- Iseult Mortimer

## Il ruolo nella Seconda guerra dei baroni
Matilde viene descritta dai contemporanei come una donna acuta e bella, a lei come alle altre donne della sua epoca si chiedeva di governare le proprietà del marito, dirimere le dispute, sovrintendere all'economia delle case e difenderle durante le assenze del marito. Pare che Matilde abbia assolto assai bene a questi compiti.
Nel 1264 scoppiò la Seconda guerra dei baroni che vide contrapporsi Enrico III d'Inghilterra, assieme al fratello ed al figlio Edoardo contro i nobili capeggiati da Simone V di Montfort. Matilde si schierò dalla parte del re e quando il principe Edoardo I d'Inghilterra venne catturato a seguito della Battaglia di Lewes escogitò un piano per tentare di liberarlo dalla custodia di Montfort. Il 28 maggio 1265 il principe insieme al padre ed allo zio Riccardo di Cornovaglia erano imprigionati al castello di Hereford, Matilde era riuscita a comunicare col principe per dargli istruzioni ed il 28 maggio la baronessa inviò verso il castello un manipolo di cavalieri che avrebbero dovuto prendere Edoardo mentre cavalcava insieme alle guardie nelle campagne intorno e portarlo al castello di Wigmore. Incredibilmente il piano funzionò, ad un segnale convenuto Edoardo I d'Inghilterra scartò i suoi carcerieri e riuscì a raggiungere al galoppo gli uomini di Matilde che riuscirono a portarlo sano e salvo a Wigmore, distante circa venti miglia. Una volta giunto lì venne mandato al castello di Ludlow dove lo attendeva Gilberto di Clare, VII conte di Gloucester che si era riappacificato con il re.
Poco più tardi, il 4 agosto 1265 si combatté la Battaglia di Evesham e Roger Mortimer uccise personalmente Simone V di Montfort e con la sua morte il potere ritornò nelle mani del re. Come ricompensa per il proprio gesto a Roger venne donata la testa di Montfort, insieme ad altre parti compresi i genitali, Matilde li ricevette come dono dal marito che glieli fece recapitare al castello di Wigmore. Le cronache riportano che, per festeggiare l'evento, Matilde indisse un banchetto e la testa di Montfort venne appesa nella Sala Grande sulla punta di una lancia.
Nel 1300 Matilde donò un beneficio vacante alla chiesa parrocchiale di Stoke Bliss, nell'Herefordshire.
Matilde morì in una data imprecisata fra il 1300 ed il 1301.